# حرب الأنفاق الفلسطينية في قطاع غزة

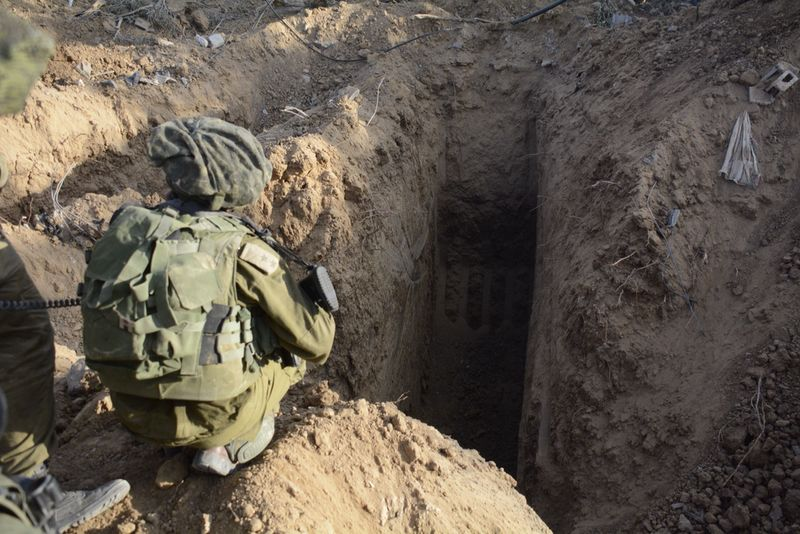
جندي من جيش الاحتلال الإسرائيلي يطلُّ على نفقٍ مكشوفٍ في قطاع غزة

قامت حركة حماس التي تُسيّر قطاع غزة ببناءِ شبكةٍ متطورةٍ من الأنفاق العسكرية منذُ سيطرتها على القطاع في عام 2007. يتفرَّعُ نظام الأنفاق أسفل العديد من المدن الفلسطينيّة بما في ذلك خان يونس و‌جباليا و‌مخيم الشاطئ. نجحت حماس في صُنعِ نوعينِ من الأنفاق: داخلية وخارجيّة؛ أما الأولى فهي تلك التي تمتدُّ على طولِ عشرات الكيلومترات داخل قطاع غزة، وتُستخدم لأغراض عدّة بما في ذلك إخفاء ترسانةِ حماس من الصواريخ تحت الأرض، تسهيل الاتصالات، السماح بإخفاء مخزونات الذخيرة وإخفاء النشطاء مما يُصعِّبُ على الاحتلال الإسرائيلي كشفهم عبر طائراته المُسيّرة. وفي آخر المواجهات الفلسطينية الإسرائيلية بعد عملية طوفان الأقصى في السابع من أكتوبر 2023 باتت الأنفاق التي حفرتها حركة حماس أسفل قطاع غزة، والتي توصف بـ"مدينة كاملة تحت الأرض"، كابوسا أمام الاجتياح البري الذي ينفذه الجيش الإسرائيلي بالقطاع.
في هذا السياق؛ قال زعيمُ حماس خالد مشعل في مقابلة مع فانيتي فير «إنَّ نظام الأنفاقِ الخاص بحماس هو هيكلٌ دفاعي يهدفُ إلى وضعِ عقباتٍ أمام ترسانة إسرائيل العسكرية القويّة ومن أجلِ حماية الشعب الفلسطيني والمشاركة في ضربات مُضادة ضدَّ جيش الاحتلال الإسرائيلي عندما تتعرَّضُ غزة لهجوم ... لم تتسبَّب أنفاقُ حماس أبدًا في مقتل المدنيين؛ كون نظام الأنفاق بالأساسِ أكثرُ أمانًا من نظام إسرائيل من الصواريخ غير القابلة للتوجيه!»
استُخدمت الأنفاقُ العابرة للحدود في الاستيلاء على جلعاد شاليط في عام 2006 كما استُخدمت مرات عديدة خلال الحرب الإسرائيلية على القطاع عام 2014. لقد كان تدميرُ الأنفاق هدفًا رئيسيًا لقوات الاحتلال في الحربِ عام 2014؛ وأفادَ جيش الاحتلال أنه نجحَ في تحييدِ 32 نفقًا؛ أربعة عشر منها عبرت إسرائيل. في أربعِ مناسبات على الأقل خلال الحرب على القطاع؛ عبرَ مقاومون فلسطينيون الحدود عبر الأنفاق ودخلوا في اشتباكاتٍ مع الجنود الإسرائيليين أو هاجموا أهدافًا عسكريّة إسرائيلية. وجدت لجنةُ التحقيق التابعة لمجلسِ حقوق الإنسان التابعِ للأمم المتحدة «أنَّ الأنفاق كانت تُستخدم فقط لشنِّ هجماتٍ موجّهةٍ ضد مواقع جيش الدفاع الإسرائيلي بالقربِ من الخط الأخضر؛ وهي أهدافٌ عسكريّةٌ مشروعة.» تسبّب هذا التقريرُ في إزعاجِ إسرائيل؛ التي أدانَ مسؤوليها تقرير مجلس حقوق الإنسان.
عادت لجنةُ التحقيقِ التابعة للأمم المتحدة لتقول «أنَّ الأنفاق تسببت في قلقٍ كبيرٍ بين الإسرائيليين وذلك لاحتمالِ استخدامها لمهاجمة المدنيين»، بينما يصفُ إيهاب الغصين المتحدث باسم وزارة الداخلية التي تُديرها حماس الأنفاق بأنها مُمارسةٌ لحقِّ غزة في حماية نفسها. أبلغَ المسؤولون الإسرائيليون عن أربعة حوادث ظهرَت فيها مجموعات مسلحة فلسطينية من مخارج الأنفاق الواقعة بين 1.1 و4.7 كيلومترات من المنازل المدنية؛ وتُشير الحكومة الإسرائيلية إلى الأنفاق العابرة للحدود بأنها «أنفاق هجومية» أو «أنفاق إرهابيّة». حسبَ الحكومة الإسرائيلية؛ فقد مكَّنت الأنفاق حركة حماس وباقي فصائل المُقاومة من إطلاقِ الصواريخ والتحكُّمِ بها عن بعد؛ بالإضافةِ إلى تسهيلِ أسرِ الجنود؛ فضلًا عن باقي العمليّات.

## البناء

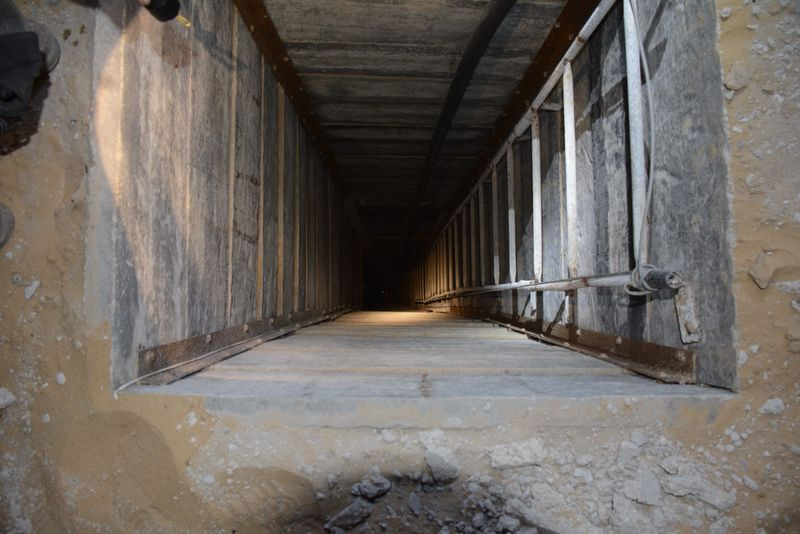
صورةٌ لنفقٍ في غزة اكتُشف عام 2014

ترجعُ أصول إنشاء الأنفاق التي استُخدمت في الحربِ على غزة عام 2014 إلى الأنفاقِ مع مصر والتي تم بناؤها للتغلُّبِ على الحصار الاقتصادي المصري والإسرائيلي على القطاع والذي دخل حيّز التنفيذ منذُ عام 2007. لقد بُنيت الأنفاقُ إلى إسرائيل بمساعدة خبرة عددٍ من العوائل في رفح التي كانت تحفرُ عددًا من الأنفاق باتجاهِ مصر لأغراض التجارة؛ وقد وصفَ رئيسُ وزراء حماس السابق إسماعيل هنية بأنَّ «الأنفاق هي استراتيجيةٌ جديدةٌ في مواجهة الاحتلال وفي الصراع مع العدو من تحتِ الأرض ومن فوقها.» يقولُ المحلّل الإسرائيلي إيدو هشت المُتخصِّص في الحربِ تحت الأرض «إنَّ المجمعات تحت الأرض تتشابهُ إلى حدٍ ما؛ فأنفاق فييت كونج المحفورة تحت غابات فيتنام الجنوبية مثلًا تتشابه مع تلك التي تحفرها حماس على الرغمِ من أن جودة التشطيب أفضل وتمتّعِ تلك الأنفاق بجدرانٍ خرسانيّة وأسقف وكهرباء وغيرها من وسائل الراحة اللازمة لقضاء فترة طويلة.»
قدم الجيشُ الإسرائيلي تقديراتٍ بأن حماس أنفقت ما بين 30 إلى 90 مليون دولار وصبت 600,000 طن من الخرسانة لبناء ثلاثة عشر نفقًا، كما قدَّر تكلفة بناء بعض الأنفاق بمبلغِ ثلاث مليون دولار. نشرت شبكة ماكو وصفًا لظروف العمل على الأنفاق مُستشهدةً بمخبرٍ إسرائيلي لم تذكر اسمهُ زعمَ أنه عمل في حفر الأنفاق الغزاويّة وقال إنَّ العمال كانوا يقضونَ من 8 حتى 12 ساعة يوميًا في البناء في ظلِّ ظروفٍ محفوفةٍ بالمخاطر وحصلوا على أجرٍ شهري قدرهُ 150 حتى 300 دولار. زعمَ المُخبر أن حماس استخدمت آلات ثقب الصخور الكهربائية أو الهوائية لحفر الأنفاق التي كان يصلُ عمقها إلى 18 متر (59 قدم) حتّى 25 متر (82 قدم) بمعدلٍ يتراوح بين 4 متر (13 قدم) و5 متر (16 قدم) أمتار يوميًا؛ كما زعمَ أن حماس قد عزّزت الأنفاق بواسطة ألواح خرسانية مصنوعةٍ في ورشٍ مُجاورةٍ لكل نفق. بالرغمِ من فعاليّة نظام الأنفاق؛ فهناكَ خطرٌ حقيقي يُهدّد العاملين عليه وذلك بسببِ التَفجُّر العرضي للمتفجرات أو حتى انهيار تلك الأنفاق؛ وكانت حركة المُقاومة الفلسطينيّة حماس قد ذكرت أن 22 من أفراد جناحها المُسلَّح لقوا حتفهم في حوادث الأنفاق في عام 2017 كما قُتل مقاومٌ آخر في 22 نيسان/أبريل 2018 لذاتِ السبب.

## الأهداف الاستراتيجيّة
تقولُ إسرائيل إنَّ أحد الأهداف الرئيسية لبناء الأنفاق هو اختطاف المدنيين – مع أنَّ فصائل المقاومة الفلسطينيّة لم تفعل – أو أسر الجنود الإسرائيليين. وصفت صحيفة وول ستريت جورنال نفق هجوم تفقده أحد مراسليها بأنه مُصَمَّمٌ لشنِّ هجمات؛ وقد دُعِّمَ النفق الذي يبلغ طوله 3 أميال بالخرسانة مع احتوائهِ على أسلاكِ هواتف وكابينة غير ضرورية لعمليات التسلل ولكنها مفيدة في حالةِ احتجاز الرهائن. نشرت صحيفة هاآرتس في تشرين الأول/أكتوبر 2013 مقالًا مُفصَّلًا قالت فيهِ أنَّ الجيش الإسرائيلي يعي تمامًا بأنَّ مثل هذه الأنفاق ستُصبح سارية عندما يكون يحصلُ تصعيدٌ في المنطقة سواء بادرت حماس بذلك أو إسرائيل؛ وسيتمُّ استخدام تلك الأنفاق في الهجمات ومحاولات الأسر. وفقًا لصحيفة نيويورك تايمز فقد احتوى أحد الأنفاق الحمساويّة على مجموعة من المهدئات والأصفاد البلاستيكية وذلك بغرضِ تسهيل عمليّة الأسر. في المُقابل؛ نفى القيادي الحمساوي خالد مشعل كلَّ الشائعاتِ عن استخدامِ الأنفاق في مهاجمة المدنيين وقال في معرضِ ردّه على سؤالٍ وجّهه له أحد مراسلي مجلّة فانيتي فير حول استخدامِ الأنفاق في مهاجمة المدنيين:

## إجراءات إسرائيل
تقولُ الحكومة الإسرائيلية إنها حدَّدت بين كانون الثاني/يناير وتشرين الأول/أكتوبر 2013 ثلاثة أنفاقٍ تحت الحدود؛ اثنتان منها مليئةٌ بالمتفجرات، وفي الحادي عشر من آب/أغسطس 2014؛ أعلنَ الجيشُ الإسرائيلي أنه نجحَ في اختبار نظامٍ يُمكن استخدامه للكشف عن هذه الأنفاق. يستخدمُ هذا النظام الجديد مجموعةً من المستشعرات وأجهزة الإرسال الخاصة لتحديدِ موقع الأنفاق؛ ويتوقَّعُ الجيش الإسرائيلي أن تصل تكلفة التطوير إلى 1.5 مليار شيكل مع إمكانيّة البدء بتشغيلهِ في حدود سنة واحدة. في صيف عام 2017؛ بدأت إسرائيل في بناءِ جدارٍ حدودي يمتدُّ لعدة أمتار تحت الأرض بدعوى «التصدّي لهجمات الأنفاق»؛ مُجهزة إيّاه – أي الجدار الحدودي – بأجهزةِ استشعار للكشف عن بناء النفق في المستقبل.

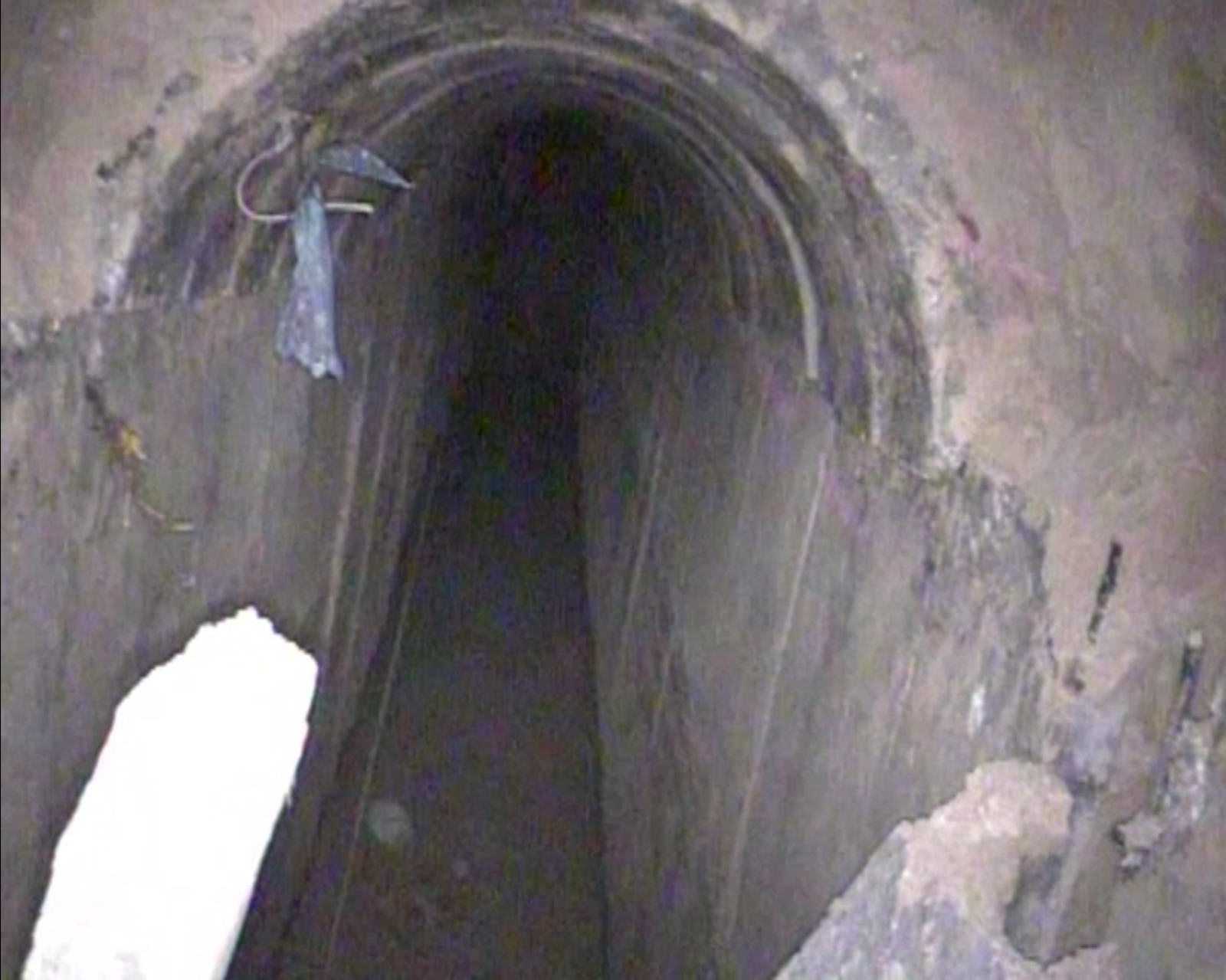
نفق فلسطيني كُشف عنه في 10 كانون الأول/ديسمبر 2017.

بحلول الثلاثين من تشرين الأول/أكتوبر 2017؛ دمَّرت القوات الإسرائيلية نفقًا عَبَرَ حدود غزة إلى «داخل الأراضي الإسرائيلية»؛ ما تسبّب في مقتل 12 فلسطينيًا من بينهم عشرةُ أعضاءٍ في حركة الجهاد الإسلامي واثنين من نشطاء حماس في الانفجارِ وما تبع ذلك من جهود الإنقاذ. قالت القوات الإسرائيلية في العاشر من كانون الأول/ديسمبر 2017 إنها دمرت نفقًا إضافيًا عبر الحدود، وفي كانون الثاني/يناير من عام 2018 وبالضبطِ في أعقاب تدمير نفقي غَزَّاوي آخر؛ قالَ اللواء يوآف مردخاي من الجيش الإسرائيلي باللغة العربية: «أريدُ أن أبعث رسالةً إلى جميعِ المشاركين في حفرِ الأنفاق؛ فكما رأيتم في الشهرين الماضيين فإنَّ هذه الأنفاق لا تجلب سوى الموت [في إشارةٍ إلى أنفاق حماس التي دمرتها إسرائيل مؤخرًا] بل سيتمُّ تدمير المزيد من أنفاق حماس وسننتهي قريبًا من بناء الجدار حول غزة.»
أعلن جيشُ الاحتلال الإسرائيلي في نيسان/أبريل عام 2018 أنه عطَّل نفقًا امتدَّ لعدّة كيلومترات من داخل غزة بالقربِ من جباليا واصلًا إلى إسرائيل باتجاه ناحال عوز، كما أعلنَ جيش الاحتلال في حزيران/يونيو من نفسِ العام أن طيرانهُ الحربي قد نجح عبر غارة جوية في تدميرِ نفقٍ بحري تابعٍ لحركة حماس. بعد حوالي شهرين؛ نشرت وزارة الدفاع الإسرائيلية الصور الأولى لحاجزٍ أقامتهُ تحت الماء مع غزة مُصمَّمٌ لمنع تسلل عناصر حماس عن طريق البحر وقالت إنَّ من المتوقع أن ينتهي بنائه بحلول نهاية العام وسيمتدُّ على مسافة مائتي متر في البحر الأبيض المتوسط.

## العمليّات عبر الأنفاق
نجحت حركة حماس وباقي فصائل المقاومة الفلسطينيّة في غزة في تنفيذِ عددٍ من العمليّات عبر الأنفاق.
هذه قائمة بأبرز تلك العمليّات مع بعضِ المعلومات عن كل عمليّة
- استخدمَ المقاومون الفلسطينيون في عملية الوهم المتبدد عام 2006 نفقًا لاختطاف الجندي الإسرائيلي جلعاد شاليط.[30]
- عَبَرَ مقاتلو حماس في السابع عشر من تمّوز/يوليو 2014 «الحدود الإسرائيليّة» عبر نفقٍ يبعدُ حوالي ميل عن مستوطنة صوفا الزراعية لكنَّ جيش الاحتلال الإسرائيلي أوقفهم وقال فيما بعد إنَّ 13 مُسلَّحًا قد غادروا النفق وشاركوا لقطات فيديو لهم في المنطقة.[52] زعمت السلطات الإسرائيلية أن الهدف كان مهاجمة المدنيين؛[15] كما أعربَ بعضُ المستوطنين عن مخاوفهم من أن الغرض من التوغل هو «ارتكاب مذبحة».[53]
- عبَرت فرقتانِ من المقاومة الفلسطينيّة في الواحد والعشرين من تمّوز/يوليو عام 2014 «الحدود الإسرائيلية» عبر نفقٍ بالقرب من كيبوتس نير آم ما أدى إلى اندلاعِ اشتباكات تسببت في مقتل عشرة مقاومين فلسطينيين في غارة جوية إسرائيلية بينما نجحَ عناصر المقاومة في قتلِ أربعِ جنود إسرائيليين باستخدامِ سلاحٍ مضادٍ للدبابات. ذكرت صحيفة جيروزاليم بوست أن المهاجمين حاولوا التسلل إلى كيبوتس نير آم؛ لكن مصدرًا مخابراتيً رفيعًا أخبرَ صحيفة التايمز الإسرائيلية أنَّ «مُسلَّحي حماس لم يكونوا في طريقهم إلى كيبوتس بل قاموا بعمليّة تمويه ثمَّ نصبوا كمينًا لدورية الجيش.[9][54]»
- هاجمَ نشطاء حماس في الثامن والعشرين من تمّوز/يوليو عام 2014 أيضًا موقعًا عسكريًا إسرائيليًا بالقربِ من ناحال عوز باستخدام نفقٍ مما أسفر عن مقتل خمسة جنود إسرائيليين بينما قُتل مقاومٍ حمساوي واحد في العمليّة.[55]
- هاجمَ نشطاء حماس في الأول من آب/أغسطس 2014 عبر نفقٍ كانوا قد حفروهُ من قبل دورية إسرائيلية في رفح فقتلوا جنديين إسرائيليين.[56] اعتقدت الحكومة الإسرائيلية في البداية أن نشطاء حماس قد اختطفوا المُلازم هدار غولدن آسرين إيّاه قبل أن تُعلن أنه قُتل هو الآخر في الهجوم.[57]